# Рубен Панянини
Рубен Панянини (на испански: Rubén Pagnanini) е аржентински футболист, защитник.

## Кариера
През по-голямата част от кариерата си, Панянини играе в Естудиантес. През 1977 г. преминава в Индепендиенте, а през следващите 2 сезона става шампион на Аржентина. През 1980 г. е трансфериран в Аржентинос Хуниорс, играейки само в 2 мача. За кратко е и в американския Минесота Кикс.
Част е от националния отбор на Аржентина, който печели Световното първенство през 1978 г., но не се появява на терена.
През 2007 г. работи като треньор на четвъртодивизионния Ла Емилия.

## Отличия

### Отборни
Индепендиенте
- Примера дивисион: 1977 (Н), 1978 (Н)

Естудиантес
- Копа Либертадорес: 1968, 1969, 1970
- Копа Интерамерикана: 1968
- Междуконтинентална купа: 1968

### Международни
Аржентина
- Световно първенство по футбол: 1978